# Morten Nørgaard (sanger)
 For alternative betydninger, se Morten Nørgaard. (Se også artikler, som begynder med Morten Nørgaard)
Morten Nørgaard (født 4. oktober 1990 i Odder) er en dansk sanger som vandt det danske X Factor i 2017. Han afsluttede sit sidste optræden på X Factor-scenen med vindersangen "The Underdog", som var skrevet af Anders Grahn, Max Ulver, Oliver McEwan, Lars Ankerstjerne og Rasmus Seebach. Den er produceret af Ankersterne, Seebach, McEwan og
Nicky Furdal. Morten Nørgaard er den første danske X Factor-vinder der ikke efterfølgende opnåede en hitlisteplacering med sin vindersingle.